# شاخص میلر
صفحات کریستالی اندیس میلر:

صفحات وجهات در مکعب

ساختار کریستالی اتمی کریستال ها اغلب ناهمسان گر از لحاظ جهات کریستالی است که این غیر یکنواختی بر روی بعضی از خواص کریستال از جمله تغیر شکل پلاستیک تأثیر بسزایی دارد همچنین بعضی از خواص فیزیکی، تابع فاصله ی بین دو اتم مجاور در یک شبکه کریستالی و تعداد پیوند های بین آن ها است. بدین جهت برای تعیین موقعیت صفحات و جهات مختلف در هر شبکه کریستالی می‌توان از یک روش استاندارد شده استفاده کرد و این عمل به کمک اندیس میلر به صورت زیر انجام می‌گیرد. ابتدا یک سیستم محور مختصات فضایی که مبدا مختصات آن بر یکی از گوشه های سلول واحد منطبق و محور های آن در جهات مناسبی نسبت به محور های سلول واحد باشد انتخاب می کنیم (جهات مناسب :جهاتی است که معمولاً موازی با محور های کریستال باشند) به عنوان مثال در سیستم کریستالی مکعب و تتراگونال از یک سیستم محور مختصات عمود بر هم که مبدا مختصات آن منطبق یکی از گوشه های آن ومحور های مختصات
(x, y, z) در امتداد سه ضلع عمود بر هم در آن گوشه سلول واحد باشد استفاده می‌کنیم به عنوان واحد اندازه گیری بر روی محور هاطول اضلاع سلول واحد کریستال یعنی (a, b, C) را انتخاب میکنیم در سیستم مکعب طول بردار ها برابر است و برابر واحد انتخاب می شود یعنی aواحد یا ثابت شبکه نامیده می‌شود
a=b=cو زوایای آلفا و بتا و گاما برابر 90 درجه هستند
شاخص های  میلر:
برای مشخص کردن یک صفحه کریستالوگرافی یعنی صفحه ای که از تعداد حداقل 3 اتم یک شبکه تشکیل شده است ابتدا محل تلاقی آن صفحه با محور های مختصات تعیین می شود سپس عکس این اعداد را بدست آورده و کوچک ترین مخرج مشترک اعداد را تعیین وهمگی را در آن عدد ضرب کرده و اعداد صحیح حاصل را بصورت( h,k, l) انتخاب میکنیم این فرم به معنای فرم اندیس میلر است
1           1 1
____  : _____ :____
X           k l

## شاخص میلر یک سیستم نماد درکریستالوگرافیبرای سطوح هموار در تشکیل شبکه‌ها را نشان می‌دهد.
به‌طور خاص، میلر یک گروه از شبکه‌های سطوح هموار را با سه عدد صحیح h,kوl مشخص می‌کنند. که به این (hkℓ) شکل نوشته می‌شوند، و نشان دهنده خانواده صفحات شبکه (موازی) (از شبکه براوه داده شده) متعامد به {\displaystyle \mathbf {g} _{hk\ell }=h\mathbf {b_{1}} +k\mathbf {b_{2}} +\ell \mathbf {b_{3}} } ، جایی که بردارهای انتقالی اولیه یا پایه شبکه متقابل برای شبکه براوه داده شده هستند. (توجه داشته باشید که صفحه همیشه، متعامد به ترکیب خطی بردارهای شبکه مستقیم یا اصلی نیست. {\textstyle h\mathbf {a_{1}} +k\mathbf {a_{2}} +\ell \mathbf {a_{3}} } زیرا لازم نیست بردارهای شبکه مستقیم متعامد باشند)
این مبتنی بر این واقعیت است که یک بردار شبکه متقابل {\textstyle \mathbf {g} } (بردار نشان دهنده یک نقطه شبکه متقابل از مبدأ شبکه متقابل) بردار موج یک موج مسطح در سری فوریه یک تابع فضایی (مثلاً تابع چگالی الکترونیکی) است که تناوب آن از شبکه براوه اصلی پیروی می‌کند، بنابراین جبهه موج‌های موج صفحه، با صفحات شبکه موازی شبکه اصلی منطبق است. از آنجایی که یک بردار پراکندگی اندازه‌گیری شده در کریستالوگرافی اشعه ایکس ، {\displaystyle \mathbf {\Delta k} =\mathbf {k} _{\mathrm {out} }-\mathbf {k} _{\mathrm {in} }} با {\displaystyle \mathbf {k} _{\mathrm {out} }} به عنوان بردار موج پرتو ایکس خروجی (پراکنده از یک شبکه کریستالی) و {\displaystyle \mathbf {k} _{\mathrm {in} }} همان‌طور که بردار موج اشعه ایکس ورودی (به سمت شبکه کریستالی) برابر است با یک بردار شبکه متقابل {\textstyle \mathbf {g} } همان‌طور که توسط معادلات Laue بیان شد، پیک پراکنده اشعه ایکس اندازه‌گیری شده در هر بردار پراکندگی اندازه‌گیری شده {\textstyle \mathbf {\Delta k} } با شاخص‌های میلر مشخص شده‌است.
شاخص‌های میلر در سال ۱۸۳۹ توسط معدن‌شناس بریتانیایی ویلیام هالورز میلر معرفی شدند که این روش نیز در طول تاریخ به عنوان سیستم millerion شناخته می‌شود نمونه‌هایی از تعیین شاخص یک شبکه با استفاده از محور چپ (۱۱۱) وراست (۱۱۲) مشخص شده‌اند. اعدادصحیح معمولاً در ساده‌ترین شرایط نوشته می‌شوند، براساس قرارداد اعداد صحیح منفی توسط یک نوار ۳*۳ نوشته می‌شود. به عنوان مثال بزرگ‌ترین مقسوم علیه مشترک آن‌ها باید یک باشد.
همچنین چندین نمادهای مرتبط وجود دارد: نماد{hkl}مجموعه‌ای از شبکه‌هایی را نشان می‌دهد که توسط تقارن شبکه مساوی با (hkl)هستند.

## تعریف

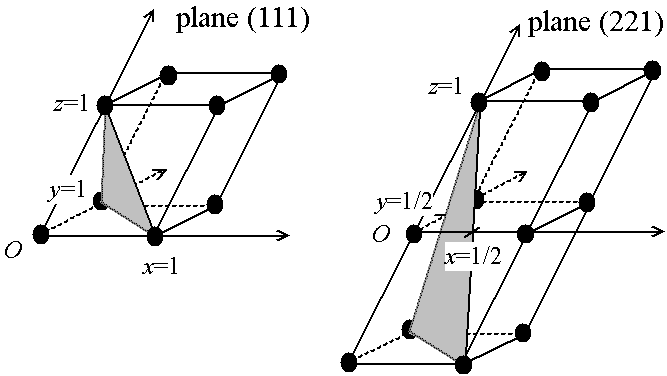
نمونه‌هایی از تعیین شاخص برای یک صفحه با استفاده از جداکننده با محور. چپ (۱۱۱)، راست (۲۲۱)

دو روش معادل برای تعریف معنای شاخص‌های میلر وجود دارد: از طریق نقطه‌ای در شبکه متقابل، یا به عنوان جداکننده معکوس در امتداد بردارهای شبکه. هر دو تعریف در زیر آورده شده‌است. در هر صورت، باید سه بردار شبکه a 2، a 1 و a 3 را انتخاب کنید که سلول واحد را تعریف می‌کنند (توجه داشته باشید که سلول واحد معمولی ممکن است بزرگتر از سلول اولیه شبکه براوه باشد، همان‌طور که مثال‌های زیر نشان می‌دهد). با توجه به این موارد، سه بردار شبکه متقابل اولیه نیز تعیین می‌شوند (با b 2، b 1 و b 3 مشخص می‌شوند).
سپس، با توجه به سه شاخص h, k، ℓ میلر، (hkℓ)صفحات متعامد به بردار شبکه متقابل را نشان می‌دهد:
{\displaystyle \mathbf {g} _{hk\ell }=h\mathbf {b} _{1}+k\mathbf {b} _{2}+\ell \mathbf {b} _{3}.}یعنی (hkℓ) به سادگی یک نرمال به صفحات را در پایه بردارهای شبکه متقابل اولیه نشان می‌دهد. از آنجا که مختصات اعداد صحیح هستند، این نرمال خود همیشه یک بردار شبکه متقابل است. شرط کمترین عبارت به این معنی است که کوتاه‌ترین بردار شبکه متقابل در جهت داده شده‌است.
به‌طور معادل، (hkℓ) صفحه ای را نشان می‌دهد که سه نقطه a 1 / h , a 2 / k و a 3 / ℓ یا چند مضرب آنها را قطع می‌کند؛ یعنی شاخص‌های میلر بر اساس بردارهای شبکه متناسب با معکوس بریدگی‌های صفحه هستند. اگر یکی از شاخص‌ها صفر باشد، به این معنی است که صفحات آن محور را قطع نمی‌کنند (قطع «در بینهایت» است).
با در نظر گرفتن تنها صفحات (hkℓ) که یک یا چند نقطه شبکه را قطع می‌کنند (صفحه‌های شبکه)، فاصله عمود d بین صفحات شبکه مجاور به (کوتاه‌ترین) بردار شبکه متقابل متعامد به صفحات با فرمول مربوط می‌شود: {\displaystyle d=2\pi /|\mathbf {g} _{hk\ell }|} .
نماد مرتبط [hkℓ] جهت را نشان می‌دهد:{\displaystyle h\mathbf {a} _{1}+k\mathbf {a} _{2}+\ell \mathbf {a} _{3}.}یعنی از پایه شبکه مستقیم به جای شبکه متقابل استفاده می‌کند. توجه داشته باشید که [hkℓ] به طور کلی برای صفحات (hkℓ) نرمال نیست، مگر در یک شبکه مکعبی که در زیر توضیح داده شده‌است.

## سازه مکعبی
در مورد خاصی از کریستال ساده مکعب، بردارهای شبکه عمود و با طول یکسان (معمولاً با علامت a بیان می‌شود) و به عنوان شبکه متقابل هستند؛ بنابراین، در این مورد مشترک'''شاخص‌های میلر''' (hkℓ) و [hkℓ] هر دو به سادگی به‌طور نرمال به مختصات دکارتی دلالت دارند. در کریستال‌های مکعب با فواصل شبکه a، فضای d بین سطوح همجوار (hkℓ) از بالا می‌باشد. به دلیل تقارن کریستال‌های مکعب، این امکان تغییر مکان و علائم اعداد صحیح وجود دارد و همچنین سطوح هموار جهت مستقیم و یکسان داشته باشند:
- نماها در زاویه پرانتز مانند ⟨۱۰۰⟩ مجموعه جهت داری که بر اساس ساختار تقارن یکسان هستند اشاره می‌کند، همانند [۱۰۰], [۰۱۰], [۰۰۱] ویا منفی هریک از این جهات.
- نماها در پرانتز حلقوی یا کروشه‌ها مثل {۱۰۰}مجموعه‌ای از سطح هموار معمولی را که بر اساس ساختار تقارن یکسان هستند، با این حال تعدادی از پرانتزهای زاویه یک مجموعه جهت دار را نشان می‌دهد.
- بردارهای شبکه بدوی و بردارهای توری مکعبی، عمود بر شبکه بردار نیستند. هرچند در این مورد شاخص‌های میلر به‌طور قراردادی مربوط به بردارهای شبکه مکعبی هستند و در نتیجه دوباره دلالت بر مختصات دکارتی دارند.

شاخص‌های میلر-براویس

## سازه‌های شش ضلعی و لوزی
با سیستم‌های شبکه شش ضلعی و لوزی، می‌توان از سیستم Bravais-Miller استفاده کرد که از چهار شاخص
(h k i ℓ) استفاده می‌کند که از محدودیت پیروی می‌کنند.
h + k + i = ۰
در اینجا h,k،lمربوط به شاخص میلر هستند و i یک شاخص برکنار شده‌است. این چهار شاخص برای برچسب زدن سطوح هموار در یک شبکه شش ضلعی متقارن جانشین مشخصی می‌باشد. به عنوان مثال شباهت بین (۱۲۱۰)=(۱۲۰) و (۱۱۲۰)=(۱۱۰)آشکارتر است وقتیکه شاخص برکنار شده نشان داده می‌شود.
در شکل سمت راست، صفحه (۰۰۱) دارای تقارن ۳ برابری است: با یک چرخش ۱/۳ (۲π/۳ راد، ۱۲۰ درجه) بدون تغییر باقی می‌ماند. جهت‌های [۱۰۰]، [۰۱۰] و [0 ۱ ۱] واقعاً مشابه هستند. اگر S نقطه رهگیری هواپیما با محور [0 ۱ ۱] باشد، پس
i = 1/ S
همچنین طرح‌های ادهوک (مثلاً در ادبیات میکروسکوپ الکترونی عبوری) برای نمایه‌سازی بردارهای شبکه شش ضلعی (به جای بردارهای شبکه متقابل یا صفحات) با چهار شاخص وجود دارد. با این حال، آنها به‌طور مشابه با افزودن یک شاخص اضافی به مجموعه سه شاخص معمولی عمل نمی‌کنند.
به عنوان مثال:بردار شبکه متقابل و (hkl) به عنوان بردارهای شبکه متقابل که در بالا پیشنهاد شد را می‌توان بر حسب بردارهای شبکه متقابل نوشت: {\textstyle h\mathbf {b_{1}} +k\mathbf {b_{2}} +\ell \mathbf {b_{3}} }برای کریستال‌های شش ضلعی ممکن است بردارهای پایه شبکه جهت دار a1،a2،a3 بیان شود.
{\displaystyle h\mathbf {b_{1}} +k\mathbf {b_{2}} +\ell \mathbf {b_{3}} ={\frac {2}{3a^{2}}}(2h+k)\mathbf {a_{1}} +{\frac {2}{3a^{2}}}(h+2k)\mathbf {a_{2}} +{\frac {1}{c^{2}}}(\ell )\mathbf {a_{3}} .}
در نتیجه در شکل سه‌گانه نرمال، به سادگی (hkl) از شاخص منطقه عمود بر صفحه استفاده می‌شود
{\displaystyle [2h+k,h+2k,\ell (3/2)(a/c)^{2}]}
با این حال، زمانی که چهار شاخص برای منطقه نرمال به صفحه (hkℓ) استفاده می‌شود، اغلب به جای آن از
{\textstyle [h,k,-h-k,\ell (3/2)(a/c)^{2}]}
استفاده می‌شود.
همان‌طور که می‌بینید در منطقه چهار شاخص در مربع یا زاویه گاهی اوقات یک شاخص مستقیم شبکه تنها در سمت راست با شاخص‌های شبکه در سمت چپ ترکیب می‌شوند
{\displaystyle d_{hk\ell }={\frac {a}{\sqrt {{\tfrac {4}{3}}\left(h^{2}+k^{2}+hk\right)+{\tfrac {a^{2}}{c^{2}}}\ell ^{2}}}}}

## سطوح و جهت‌های کریستالوگرافی

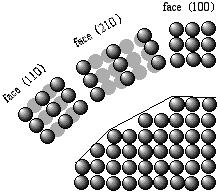
صفحات کریستالوگرافی متراکم

جهت‌های کریستالوگرافی خطوطی هستند که گره‌ها (اتم‌ها، یون‌ها یا مولکول‌ها) یک کریستال را به هم پیوند می‌دهند. به‌طور مشابه، صفحات کریستالوگرافی صفحاتی هستند که گره‌ها را به هم متصل می‌کنند. برخی از جهت‌ها و صفحات دارای چگالی بالاتری از گره‌ها هستند. این صفحات متراکم بر رفتار کریستال تأثیر دارند:
- خواص نوری: در ماده متراکم، نور با پراکندگی ریلی از یک اتم به اتم دیگر «پرش» می‌کند؛ بنابراین سرعت نور بسته به جهت‌ها متفاوت است، خواه اتم‌ها نزدیک باشند یا دور؛ این دوشکستگی را می‌دهد.
- جذب و واکنش پذیری: جذب و واکنش‌های شیمیایی می‌توانند در اتم‌ها یا مولکول‌های روی سطوح کریستال رخ دهند، بنابراین این پدیده‌ها به چگالی گره‌ها حساس هستند.
- کشش سطحی: تراکم یک ماده به این معنی است که اتم‌ها، یون‌ها یا مولکول‌ها در صورتی که توسط گونه‌های مشابه احاطه شده باشند پایدارتر هستند؛ بنابراین کشش سطحی یک رابط با توجه به چگالی روی سطح متفاوت است.
  - منافذ و کریستالیت‌ها به دنبال صفحات متراکم معمولاً دارای مرزهای دانه مستقیم هستند.
  - رخ
- نابجایی (تغییر شکل پلاستیکی)
  - هسته نابجایی تمایل دارد روی صفحات متراکم پخش شود که این اصطکاک را کاهش می‌دهد (نیروی پیرلز-نابارو)، لغزش بیشتر در صفحات متراکم رخ می‌دهد.
  - اغتشاش انجام شده توسط نابجایی (بردار برگرز) در امتداد یک جهت متراکم است: اعوجاج کمتری در اثر تغییر یک گره در جهت متراکم به وجود می‌آید.
  - خط نابجایی تمایل دارد جهت متراکم را دنبال کند، خط نابجایی اغلب یک خط مستقیم است، یک حلقه نابجایی اغلب یک چند ضلعی است.

با توجه به این دلایل ذکر شده، تعیین صفحات و در نتیجه داشتن یک سیستم نشانه گذاری مهم است.